# Les Hurlements d’Léo
Группа Les Hurlements d’Leo (букв. «Львиный рёв») появилась в барах французского городка Бордо в конце 1995 года с музыкой, представляющей собой гремучую смесь из традиционного французского городского романса (шансона), фолка, ска, ява (французская «разновидность» панк-рока; букв. «рок-кутёж») и элементов балканской цыганщины, тем самым сразу заявив о своей принадлежности скорее к альтернативной сцене, нежели к традиционному французскому шансону. Благодаря своему активному творческому поиску и профессиональному росту, акустический квартет быстро увеличился до своего нынешнего состава: контрабас, саксофон, аккордеон, труба, скрипка, ударные и гитара.
Они объездили весь мир — побывали в Восточной Европе, Боснии, Германии, Венгрии, России, Японии, Австралии, США и Канаде, на Ближнем Востоке и в Африке.

## Хронология
- 1995: Дебют на в барах французского города Бордо в составе из четырех музыкантов. Через некоторое время к группе присоединились ещё 4 музыканта, и в нынешнем составе группа начала выступать на музыкальных фестивалях по всей Франции (Бурж, Ла Рошель, Ренн).
- 1998: HDL записывают свой первый альбом — «Le Café des Jours Heureux» (Кафе счастливых дней), который разошелся тиражом в 30 000 экземпляров.
- 1999: Знакомство с музыкантами из Les Ogres de Barback.
- 2000: HDL записывают второй альбом — «La Belle Affaire» (Хорошенькое дельце).
- 2001: HDL вместе с Les Ogres de Barback реализуют проект цыганского кочевого цирка-шапито «Лачо дром» и вместе колесят по дорогам Европы и записывают совместный альбом — «Un air, deux familles» (Один мотив, две семьи).
- 2003: «Вопли Лео» выпускают третий студийный альбом «Ouest Terne» (Вестерн) и отправляются в турне вместе с немецкой группой «17 Hippies».
- 2004: HDL и «17 Hippies» записывают совместный мини-альбом — «Hardcore Trobadors».
- 2005: HDL после турне выпускают альбом «HDL Live» с песнями с «Ouest Terne».
- 13 марта 2006 вышел последний альбом — «Temps suspendu».

## История группы
Говорят, что название группы родилось из последних строк песни звезды альтернативной французской рок-сцены 80-х годов Les VRP. Сами «Вопли», не чуждающиеся чёрного юмора, утверждают, что это дань уважения героине Французской Коммуны Андре Лео, расстрелянной во время кровавой недели 1871 года.
Многочисленные концерты по всей Франции и появление коллектива на различных фестивалях (Transmusicales, Printemps de Bourges, Francofolies) заставляли все чаще говорить о группе, (причем в самых лестных тонах) и увеличивали её известность, популярность и ряды поклонников.
В начале 1999 года ребята собственными силами записали свою дебютную пластинку «Le Café des Jours Heureux». Эта первая работа — импульсивная и яркая — была отмечена музыкальной критикой за бурную энергетику и мелодичность. Они громко заявили о себе.
Не имея привычки «почивать на лаврах», восемь музыкантов решили закрепить и развить достигнутый успех, и активно продолжают свою концертную деятельность, вскоре заявив о себе, как о настоящих мастерах живых выступлений. Слушателей поражало музыкальное коллективное взаимодействие группы, так непохожее на работу певцов в сопровождении оркестра.
В течение года HDL наращивали опыт работы на сцене перед записью альбома «La Belle Affaire». Новый альбом продолжил традицию, заложенную в первом — тексты песен остались такими же поэтичными и в то же время реалистичными, вдохновлёнными разными мелочами повседневной жизни. Например, песня «Le Café des Jours Heureux» рассказывает о жизни в их части города, а также о жизни аккордеониста Луи, «маленького человека в сером».
Летом 2000 HDL ненадолго прервали серию своих концертов, чтобы записать второй альбом «La belle affaire» /Хорошенькое Дело/. Пластинка получилась гораздо лучше спродюсированной, чем предыдущая, однако группе удалось сохранить свежесть и оригинальность своего звучания, не пасть жертвой «современных технологий студийной записи», и даже наоборот — провозгласить победу «человеческого фактора» над современной техникой.
Выход в свет альбома «Ouest Terne» в октябре 2003 года стал отличным поводом отправиться в турне по Франции. Песни были такими же разнообразными и энергичными, как и в предыдущем альбоме, сочетая рок и оттенки явы. Тексты стали более аккуратными, однако не потеряли некоторой спонтанности, свойственной HDL.
Тексты песен — это утонченная поэзия дня сегодняшнего, их важность в творчестве группы велика, однако лирике не отводится основное место. Потенциал обворожительных мелодий усиливается богатством инструментальной палитры и красотой аранжировок, в которых в немыслимых комбинациях свободно смешивается множество стилей, витиевато петляя между панком, роком, шансоном и различными проявлениями фолка.
Трогательные баллады (Ici D’ailleurs /А Впрочем Вот/, La Malle En Mai /Ствол в Мае/) соседствуют с динамичными боевиками (Le Bonimenteur /Зазывала/) и создают целый мир, полный оттенков и различий, мир, избегающий упрощенности и однообразия. Настроению праздника не чужда и некая серьёзность, чувство порыва присутствует наравне с трогательной нежностью, энергия обогащается различными оттенками и блужданиями ощущений. Les Hurlements d’Léo научились придавать своему энтузиазму множество форм и не стесняются развивать и подчеркивать некоторую меланхолию.
В 2004 году HDL с немецкой группой «17 Hippies» записали совместный мини-альбом «Hardcore Troubadours» (6 песен). После этого они 3 месяца гастролировали по Франции, «засветившись» на фестивале «Francofolies» в Ла-Рошели.
В 2005 году вышел живой альбом с любимыми песнями группы из альбома «Ouest Terne» — «HDL Live».
В сентябре 2006 они записали последний (шестой по счету) альбом — «Temps Suspendu», который вышел 13 марта 2006, когда «Вопли» начали новый тур по Германии, Франции, Австралии и России.

## Гастрольная деятельность
Путешествия — это неотъемлемая часть стиля жизни «Воплей Лео». Для начала они в 2000 году посетили 5 африканских стран: Габон, Камерун, Конго, Чад и Экваториальную Гвинею.
Потом они вновь отправились в путь — на этот раз в Японию, на фестиваль Fukuoka live summit в Японии — неофициальной части саммита представителей стран «большой восьмёрки» на Окинаве, где познакомились с музыкантами российской группы Tequilajazzz. Благодаря этой встрече с питерской рок-группой HDL представилась возможность сыграть несколько концертов в России в июле 2003 года.
Австралия — самая дальняя точка планеты, посещённая HDL. Им удалось заявить о себе во время трёх гастрольных туров в 2002, 2003, 2004 годах и принять участие в компиляции «FRANCE», вышедшей в Австралии, Новой Зеландии и Азии. Их музыка была встречена с большим энтузиазмом, в результате чего «Вопли Лео» выпустили диск с лучшими песнями с альбомов «Le Café des Jours Heureux» и «La Belle Affaire». Также они приняли участие в 17 концертах, включая фестиваль W.O.M.A.D. (World of Music, Art & Dance) в Аделаиде.
Вопли" играли во многих странах: в Канаде (2001), объездили всю Восточную Европу (сами и в рамках тура «Un air, deux familles» вместе с Les Ogres de Barback), 10 дней гастролировали по Сирии, а затем выступали в Бейруте.

### Концерты в России
Июль 2003: Санкт-Петербург, концерт на пляже Петропавловской крепости, выступление на фестивале в клубе ДОМ
Москва: Проект ОГИ, презентация нового альбома «Шансон Французских Улиц, Часть II, Oueste Terne»
концерт в клубе Китайский Лётчик Джао Да.
2005: Концерты в Проекте ОГИ и других клубах.
2012: 20 марта в г. Архангельске состоялся концерт в клубе Рандеву 2х2.
2015: 6 июля состоялся концерт в Москве, в саду Эрмитаж.

## Состав
- Laurent "Kebous" Bousquet : вокал, гитара
- Erwan "R1 Wallace" Naour: вокал, гитара
- Jocelyn "Jojo" Gallardo: аккордеон, тромбон, клавишные, гитара
- Cyril "Pépito" Renou: труба, горн, вокал
- Jean Nicolas Saillan: ударные, перкуссия
- Vincent "Vince" Serrano: скрипка, теноровый саксофон, вокал
- Julien "Juju" Arthus: саксофон, гитара, вокал
- Reno Eychenne: контрабас

## Дискография

### Официальные релизы
- Le café des jours heureux (1998)
- La belle affaire (2000)
- Un air deux familles (2001), совместно с Les Ogres de Barback
- Ouest terne (2003)
- Hardcore Trobadors (2004), совместно с 17 Hippies
- HDL live (2005)
- Temps suspendu (2006)
- Bordel de luxe (2011)
- Luna De Papel (2018)

### Сборники
- Generation Francaise # 4 (2001), издан Bureau Export
- Кафеклуб «Китайский летчик Джао Да» #2 (2001)